# Arhaizem
Arhaizem je jezikovni element starejše dobe v novejšem, sodobnem jeziku. Kadar govorimo o besedah, jih imenujemo tudi starinske besede. Lahko pa gre le za določen pomen besede, ki je starinski (na primer družina v pomenu služabniki, služinčad), za besedno zvezo (na primer družinska soba v pomenu dnevna soba) ali drug jezikovni element (na primer reklo vzeti kaj na svojo dušo v pomenu prevzeti odgovornost, krivdo). Za arhaizme je značilno, da so bili nekoč, v kaki vlogi, splošno rabljeni, če jih uporabimo v sodobnem jeziku, pa se čuti, da so iz polpretekle zgodovine (npr. ajd v pomenu pogan, akoravno v pomenu čeprav).

## Starinske besede
Starinske besede so nasprotje besednih novot oziroma neologizmov. Rabimo jih zlasti v leposlovnih delih, z namenom, da bi pomagale obuditi vzdušje starinskosti oziroma polpreteklosti. V strokovnih besedilih se jih načeloma izogibamo.
Slovar slovenskega knjižnega jezika označuje starinske besede s kvalifikatorjem starinsko (okrajšano star.). Besede, ki v sodobnem jeziku dobile oznako starinsko, so več vrst:
- take, ki so se nekdaj splošno rabile. Danes je taka beseda beseda še živa v prevodih, v narečjih ali pa je rabljena za slogovno barvanje leposlovnega besedila, na primer: begun v pomenu begunec; bojda v pomenu baje; bukve v pomenu knjiga; časen v pomenu zemeljski, minljiv; delopust v pomenu čas pred praznikom, ko se neha delati, dobrovoljec v pomenu prostovoljec, mrtvoud v pomenu možganska kap, perilnica v pomenu pralnica; perje v pomenu listje na drevju;
- besede, ki so bile v preteklosti knjižne, torej so se v glavnem pojavljale v pisanih besedilih:
  - domače knjižne besede: dasitudi v pomenu čeprav; dosihdob v pomenu doslej; društvovati v pomenu biti, delovati v društvih; navje v pomenu pokopališče; nesramnica v pomenu vlačuga; oddušek v pomenu počitek, oddih;
  - iz srbohrvaščine prevzete knjižne besede: čitatelj v pomenu bralec; dob v pomenu hrast; igrališče v pomenu igrišče; izvinek v pomenu opravičilo, izgovor; nego v pomenu kakor; obečati v pomenu obljubiti;
  - tujke: agitatoričen v pomenu agitatorski; alfabetičen v pomenu abeceden; eksamen v pomenu izpit (pogosto gre za besede, pri katerih se je obrazilo sčasoma izkazalo za neproduktivno in ga je zamenjalo drugo obrazilo, s katerim besede več ne učinkujejo starinsko: agitatorski, alfabetski (sicer je danes pogostejša sopomenka abeceden));
- t. i. ljudske besede, kar pomeni, da jih je opredeljevala predvsem govorjena raba: brihtati v pomenu spravljati k zavesti, buditi; cagovati v pomenu obupavati; lišp v pomenu nakit, okrasje, razkošje.

Toporišičeva Slovnica poleg starinskih besed omenja še zastarevajoče (npr. baviti se v pomenu ukvarjati se; brhkost v pomenu lepota; briga v pomenu skrb) in zastarele (sličen v pomenu podoben; dihalka v pomenu škrga; gnevati se v pomenu jeziti se).